# Bugangin
Bugangin is een bestuurslaag in het regentschap Kendal van de provincie Midden-Java, Indonesië. Bugangin telt 1505 inwoners (volkstelling 2010).